# Robert Lepage
Robert Lepage (Québec, 12 dicembre 1957) è un attore teatrale, sceneggiatore, regista cinematografico e teatrale, oltre che direttore artistico e attore cinematografico canadese.

## Studi e carriera
Formatosi al Conservatoire d'art dramatique de Québec dove entrò nel 1975, compì studi a Parigi per poi tornare in patria dedicandosi al teatro, lavorando per il Théâtre Repère. Dopo molteplici esperienze e spettacoli di successo (Circulations del 1984, La Trilogie des Dragons del 1985, Vinci del 1986, Le Polygraphe del 1987 e Les Plaques tectoniques del 1988) fonda e dirige la Robert Lepage Inc. nel 1988, per poi passare alla direzione artistica del National Arts Centre di Ottawa che terrà fino al 1993. Qui presenta Les Aiguilles et l'Opium nel 1991, ripreso fino al 1996, e le opere shakespeariane Coriolano, Macbeth, La tempesta e Sogno di una notte di mezza estate.
Nel 1994 fonda il gruppo Ex Machina con il quale presenta altri lavori teatrali e nello stesso anno debutta come regista con Le Confessionnal che colleziona numerosi premi internazionali. Nel 1997 crea e dirige il gruppo artistico La Caserne, e si dedica alla regia di opere liriche e pièce drammatiche di sua stesura e non.
Le attività artistiche spaziano dalle collaborazioni con Peter Gabriel per i suoi tour mondiali al Cirque du Soleil come regista. Nel 2001 viene inserito nella Canada's Walk of Fame. Vince nel 2004/2005 un Premio UBU per il miglior spettacolo straniero presentato in Italia, The Busker's Opera.
Nel 2007 riceve il Premio Europa per il teatro.

## Premio Europa per il Teatro
Nel 2007 viene insignito del XI Premio Europa per il teatro (ex aequo con Peter Zadek), a Salonicco, con la seguente motivazione:
Autore, regista, attore al di là e al di sopra delle barriere nazionali e linguistiche, come si addice a radici europee di un abitante del Quebec, Robert Lepage che è anche regista e attore visivo in generale, è un autentico inventore di nuove forme di teatro e una personalità di primo piano per il periodo a cavallo con il recente cambiamento di millennio. In grado di conciliare i secoli in opere che superano non solo gli ostacoli geografici ma anche i confini della morte, come Tectonic Plates, che lo rivela nella seconda metà degli anni ’80 in due continenti con una trilogia che ne coinvolge un terzo, interessandosi ad una comunità di cinesi immigrati in Canada. Questo è solo il primo dei suoi spettacoli-fiume creati in fasi successive che variano man mano che le letture si affinano, dove il naturalismo e il simbolico si incontrano, per raggiungere un picco in I sette rami del fiume Ota, un’opera che ha raggiunto una durata di sette ore e mezzo nel 1997 dopo quattro anni di rappresentazioni. Ma Lepage è anche un interprete sottile dei classici, a partire da Shakespeare, aggiornato come in un Coriolan situato durante una campagna presidenziale americana. E interpreta se stesso Amleto in Elsineur, uno di quei formidabili one-man-show di estrema raffinatezza tecnologica in cui a volte recita il proprio ruolo ma anche quello dei grandi artisti del passato, da Leonardo da Vinci a Cocteau e Miles Davis in Les aiguilles e L’oppio, divertendosi e divertendo con spettacolari cambiamenti di ruolo, come nel recente The Andersen Project, un esempio di come è possibile creare un genere teatrale attraverso la sovrapposizione di diversi generi molto diversi con una ricostruzione del passato in cui l’artista ci presenta un’ipotesi di teatro del futuro.

## Filmografia (regista)
- Il confessionale (1995)
- Il poligrafo (1997)
- Nô (1998)
- Possible Worlds (2000)
- The Far Side of the Moon (2001)